# Uniontown (Pennsylvania)
Uniontown ist eine City in Fayette County in Pennsylvania, etwa 80 km südöstlich von Pittsburgh. Das U.S. Census Bureau hat bei der Volkszählung 2020 eine Einwohnerzahl von 9.984 ermittelt. Uniontown liegt in der Pittsburgh Metropolitan Area und ist County Seat und die größte Stadt im County. Die Stadt ist Namensgeber der USS Uniontown (PF-65), einer Fregatte der Asheville-/Tacoma-Klasse; das einzige nach der Stadt benannte Schiff der United States Navy wurde am 16. August 1944 getauft.

## Geographie
Nach den Angaben des United States Census Bureau hat die Stadt eine Gesamtfläche von fünf Quadratkilometern.
Uniontown liegt auf 326 m Höhe, am Fuße der Chestnut Ridge, der westlichsten Bergkette in diesem Bereich der Appalachen. Uniontown bildet im Fayette County einen Verkehrsknotenpunkt. Der National Pike bzw. die Cumberland Road überquerte die Berge und führte durch das Gebiet, das sich schließlich zum Zentrum Uniontowns entwickelte. Diese Straße ist heute die Business Route 40, seitdem U.S. Highway 40 und U.S. Highway 119, die das Zentrum der Stadt als teilweise autobahnähnlicher George Marshall Parkway umgehen. US 119 führt als zweistreifige Straße von Morgantown, West Virginia nach Uniontown und bildet die Nordhälfte der Umgehung, bevor sie in eine vierstreifige Straße nach Connellsville übergeht. US 40 kommt als zweistreifige Straße von Brownsville und bildet die südliche Hälfte der Umgehung, bevor sie in eine Straße durch das ländliche Bergland des Countys zur Interstate 68 führt.
Pennsylvania Route 51, eine vierstreifige Hauptstraße nach Pittsburgh und Pennsylvania Route 21, die Fayette County mit Greene County sowie Waynesburg, verbindet, enden beide in Uniontown. Pennsylvania Route 43, ein Teil des Mon-Fayette Expressway, der Pittsburgh mit Morgantown, West Virginia verbinden soll, ist in der Umgebung von Uniontown fertiggestellt.

## Geschichte
Zuvor unter dem Namen Beesontown bekannt, wurde The Town of Union von Henry Beeson am 4. Juli 1776 gegründet, dem Tag der Amerikanischen Unabhängigkeitserklärung. Die Cumberland Road führte zu Beginn des 19. Jahrhunderts durch Uniontown, und in der Folge entwickelte sich die Stadt entlang dieser Straße. Etwa 15 km entfernt von Uniontown ist Fort Necessity, das George Washington während des Franzosen- und Indianerkrieges erbauen ließ.
In der ersten Hälfte des 19. Jahrhunderts war Uniontown eine Station der Underground Railroad; daran erinnert eine Gedenktafel an der Ecke von East Main Street und Baker Alley. Bewohner der Stadt halfen Sklaven aus den Südstaaten bei der Flucht in die Freiheit.
Ende des 19. Jahrhunderts führte die Entwicklung von Steinkohlebergbau und Stahlindustrie zu einem Wachstum der Stadt. Uniontown wurde während des Bituminous Coal Miners’ Strike of 1894 zu einem Schauplatz gewaltsamer Zusammenstöße zwischen streikenden Bergarbeitern und Wachleuten der örtlichen Kokerei. 15 mit Karabinern und Maschinengewehren bewaffnete Wachleute hielten dem Angriff von 1500 streikenden Arbeitern stand, töteten 5 von ihnen und verletzten 8 weitere.
Die Columbia Rolling Mill, eine Hütte für Eisen und Stahl, bestand in Uniontown zwischen 1887 und 1895. Das Hüttenwerk war in jener Zeit eines der führenden Unternehmen der Stadt. In der Hochzeit der Kohle zu Beginn des 20. Jahrhunderts wohnten in Uniontown mindestens 13 Millionäre, so viele pro Kopf wie in keiner anderen Stadt der Vereinigten Staaten. Diese „Kohlebarone“ und Carl Laemmle, der Präsident von Universal Films, sponserten von 1916 bis 1922 den rund zwei Kilometer langen Uniontown Speedway.
Wie der Großteil des westlichen Pennsylvanias entwickelte sich auch die Wirtschaft Uniontowns während der Deindustrialisierung und Restrukturierung der Stahlindustrie gegen Ende des 20. Jahrhunderts rückläufig; dieser Niedergang setzte sich bis in das 21. Jahrhundert fort, und die Einwohnerzahl in jener Phase erreichte nur die Hälfte des Höhepunktes von 1940.
1967 wurde in Uniontown der Big Mac von McDonald’s erfunden; Zur Enttäuschung mancher Bewohner der Stadt wurde das Big Mac Museum 2007 allerdings in North Huntingdon eröffnet.

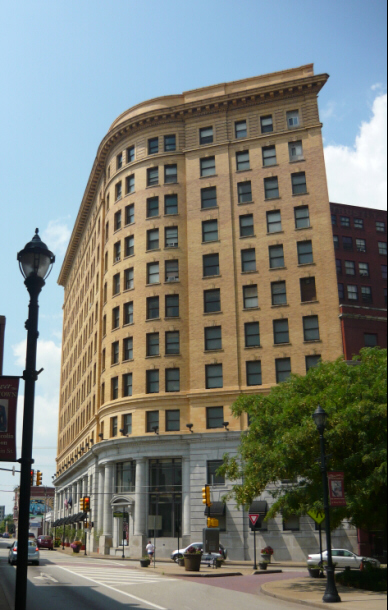
Das Fayette Building in Uniontown, erbaut 1901–1902

Fünf Bauwerke und Bezirke in der Stadt sind insgesamt im National Register of Historic Places (NRHP) eingetragen (Stand 30. November 2020): der Uniontown Downtown Historic District, die Gallatin School, das John S. Douglas House, das John P. Conn House und das Adam Clarke Nutt Mansion.
Die Stadt verfügt über zahlreiche Häuser in Viktorianischer Architektur und über eine Skyline, die für Städte dieser Größe eher ungewöhnlich ist.

## Demographie
Zum Zeitpunkt des United States Census 2000 bewohnten Uniontown 12.422 Personen. Die Bevölkerungsdichte betrug 2351,1 Personen pro km². Es gab 6320 Wohneinheiten, durchschnittlich 1196,2 pro km². Die Bevölkerung Uniontowns bestand zu 76,7 % aus Weißen, 17,9 % Schwarzen oder African American, 0,20 % Native American, 0,40 % Asian, 0,03 % Pacific Islander, 0,28 % gaben an, anderen Rassen anzugehören und 1,45 % nannten zwei oder mehr Ethnien. 0,55 % der Bevölkerung erklärten, Hispanos oder Latinos jeglicher Ethnie zu sein.
Die Bewohner Uniontowns verteilten sich auf 5423 Haushalte, von denen in 23,7 % Kinder unter 18 Jahren lebten. 35,8 % der Haushalte stellten Verheiratete, 16,0 % hatten einen weiblichen Haushaltsvorstand ohne Ehemann und 44,1 % bildeten keine Familien. 39,7 % der Haushalte bestanden aus Einzelpersonen und in 19,5 % aller Haushalte lebte jemand im Alter von 65 Jahren oder mehr alleine. Die durchschnittliche Haushaltsgröße betrug 2,17 und die durchschnittliche Familiengröße 2,91 Personen.
Die Bevölkerung verteilte sich auf 20,9 % Minderjährige, 8,6 % 18- bis 24-Jährige, 26,1 % 25- bis 44-Jährige, 22,4 % 45- bis 64-Jährige und 22,0 % im Alter von 65 Jahren oder mehr. Der Median des Alters betrug 41 Jahre. Auf jeweils 100 Frauen entfielen 86,2 Männer. Bei den über 18-Jährigen entfielen auf 100 Frauen 81,5 Männer.
Das mittlere Haushaltseinkommen in Uniontown betrug 19.477 US-Dollar und das mittlere Familieneinkommen erreichte die Höhe von 28.523 US-Dollar. Das Durchschnittseinkommen der Männer betrug 26.758 US-Dollar, gegenüber 20.110 US-Dollar bei den Frauen. Das Pro-Kopf-Einkommen belief sich auf 13.720 US-Dollar. 16,4 % der Bevölkerung und 16,0 % der Familien hatten ein Einkommen unterhalb der Armutsgrenze, davon waren 17,1 % der Minderjährigen und 10,3 % der Altersgruppe 65 Jahre und mehr betroffen.

## Medien
- The Herald-Standard, ist eine Zeitung, die in Uniontown und der Umgebung vertrieben wird.
- Fayette TV auf Atlantic Broadband Cable
- Zwei Rundfunkstationen sind im Gebiet um Uniontown lizenziert: auf Mittelwelle 590 kHz (WMBS) und auf Ultrakurzwelle 99,3 MHz (WPKL).

## Persönlichkeiten
- Henry Bidleman Bascom (1796–1850), U.S. Congressional Chaplain, methodistischer Bischof und erster Präsident des Madison Colleges
- John Dickson Carr (1906–1977), Schriftsteller, wurde in Uniontown geboren.
- Ernie Davis (1939–1963), erster afroamerikanischer Gewinner der Heisman Trophy, verbrachte den Großteil seiner Jugend in Uniontown.
- Jim Delligatti (1918–2016), Unternehmer
- Tory Epps (1967–2005), früherer Defensive Lineman der Atlanta Falcons und New Orleans Saints, wurde in Uniontown geboren und wuchs dort auf.
- Mark Esper (* 1964), Verteidigungsminister
- Saul S. Friedman (1937–2013), Historiker
- Ronne Froman (* 1947), Rear Admiral der United States Navy; wurde in Uniontown geboren.
- William James (* 1979), Cornerback der Detroit Lions, wurde in Uniontown geboren und wuchs dort auf.
- Frederick Kail, Bildhauer, der die Statuen von Johnny Unitas im M&T Bank Stadium in Baltimore und im Papa John’s Stadium der University of Louisville sowie den Pokal der Tewaaraton Trophy schuf[16]
- Leslie Labowitz-Starus (* 1946), Performancekünstlerin
- Stu Lantz (* 1946), früherer NBA-Spieler, spielte an der Uniontown High School und gewann 1964 die PIAA-Staatsmeisterschaft.
- George C. Marshall (1880–1959), General, Vater des Marshallplanes und dritter Verteidigungsminister der Vereinigten Staaten, wurde in Uniontown geboren.
- Terry Mulholland (* 1963), ehemaliger Spieler in der Major League Baseball, wurde in Uniontown geboren und wuchs dort auf.
- Chuck Muncie (1953–2013), ehemaliger Runningback der New Orleans Saints und San Diego Chargers, stammt aus Uniontown.
- Larry Pennell (1928–2013), Film- und Fernsehschauspieler, wurde 1928 in Uniontown geboren.
- Sandy Stephens (1940–2000), erster afroamerikanischer Quarterback der University of Minnesota Golden Gophers, wurde in Uniontown geboren.
- Gene Steratore (* 1963), NFL-Schiedsrichter